# Lophopus jheringi
Lophopus jheringi är en mossdjursart som beskrevs av Meissner 1893. Lophopus jheringi ingår i släktet Lophopus och familjen Lophopodidae. Inga underarter finns listade i Catalogue of Life.